# Racine carrée
Racine carrée (stylizowany na √; dosłowne tłumaczenie: pierwiastek kwadratowy) – drugi studyjny album Stromae’a, wydany 16 sierpnia 2013 roku przez Universal Music Group, B1 Recordings.

## Lista utworów
Źródło: Discogs
| Nr  | Tytuł                          | Długość |
| --- | ------------------------------ | ------- |
| 1.  | „Ta fête”                      | 2:56    |
| 2.  | „Papaoutai”                    | 3:52    |
| 3.  | „Bâtard”                       | 3:28    |
| 4.  | „Ave Cesaria”                  | 4:09    |
| 5.  | „Tous les mêmes”               | 3:33    |
| 6.  | „Formidable”                   | 3:33    |
| 7.  | „Moules frites”                | 2:38    |
| 8.  | „Carmen”                       | 3:09    |
| 9.  | „Humain à l’eau”               | 3:59    |
| 10. | „Quand c’est?”                 | 3:00    |
| 11. | „Sommeil”                      | 3:38    |
| 12. | „Merci”                        | 3:54    |
| 13. | „AVF”                          | 3:44    |
| 14. | „Papaoutai” (feat. Angel Haze) | 3:51    |

## Notowania na listach sprzedaży

### Album
| Kraj/Region       | Lista (2013/2014/2015/2016) | Najwyższa pozycja | Certyfikat | Sprzedaż  |
| ----------------- | --------------------------- | ----------------- | ---------- | --------- |
| Belgia (Walonia)  | Ultratop 200 Albums         | 1                 | 12×platyna | 240 000+  |
| Belgia (Flandria) | Ultratop 200 Albums         | 1                 | 12×platyna | 240 000+  |
| Francja           | Top 250 Albums              | 1                 | 4×diament  | 2 030 000 |
| Szwajcaria        | Alben Top 100               | 1                 | 5×platyna  | 75 000+   |
| Holandia          | Album Top 100               | 1                 | 2×platyna  | 100 000+  |
| Włochy            | Top 100 Albums              | 1                 | platyna    | 25 000+   |
| Kanada            | Top 100 Albums              | 10                | platyna    | 80 000+   |
| Niemcy            | Albums Top 100              | 21                | –          |           |
| Dania             | Album Top-40                | 25                | –          |           |
| Rosja             |                             |                   | 2×platyna  |           |
| Austria           | złoto                       | 7500              |            |           |
| Europa            | 2×platyna                   |                   |            |           |

W lutym 2021 album w Polsce uzyskał status złotej płyty.

### Single
| Rok                            | Tytuł            | Najwyższe pozycje na listach | Najwyższe pozycje na listach | Najwyższe pozycje na listach | Najwyższe pozycje na listach | Najwyższe pozycje na listach | Najwyższe pozycje na listach | Najwyższe pozycje na listach | Najwyższe pozycje na listach | Najwyższe pozycje na listach | Najwyższe pozycje na listach | Najwyższe pozycje na listach | Najwyższe pozycje na listach | Najwyższe pozycje na listach | Najwyższe pozycje na listach | Certyfikat                                                                                    | Sprzedaż                                                   |
| Rok                            | Tytuł            | BEL (WAL)                    | BEL (FLA)                    | FRA                          | SWI                          | AUT                          | GER                          | NLD                          | DNK                          | FIN                          | ESP                          | POR                          | ITA                          | HUN                          | KAN                          | Certyfikat                                                                                    | Sprzedaż                                                   |
| ------------------------------ | ---------------- | ---------------------------- | ---------------------------- | ---------------------------- | ---------------------------- | ---------------------------- | ---------------------------- | ---------------------------- | ---------------------------- | ---------------------------- | ---------------------------- | ---------------------------- | ---------------------------- | ---------------------------- | ---------------------------- | --------------------------------------------------------------------------------------------- | ---------------------------------------------------------- |
| 2013                           | „Papaoutai”      | 1                            | 3                            | 1                            | 4                            | 3                            | 6                            | 2                            | –                            | 4                            | 36                           | 23                           | 10                           | –                            | 70                           | - FRA: diament - BEL: 3×platyna - SWI: 2×platyna - ITA: 2×platyna - NLD: platyna - AUT: złoto | - FRA: 976 000 - SWI: 60 000+ - NLD: 20 000+ - AUT: 15 000 |
| 2013                           | „Formidable”     | 1                            | 1                            | 1                            | 13                           | 36                           | 39                           | 2                            | 20                           | –                            | –                            | –                            | 16                           | –                            | –                            | - FRA: diament - BEL: 3×platyna - SWI: platyna - ITA: złoto - DNK: złoto                      | - FRA: 309 800 - SWI: 30 000+                              |
| 2013                           | „Tous les mêmes” | 1                            | 4                            | 1                            | 27                           | –                            | –                            | 29                           | 10                           | –                            | –                            | –                            | 5                            | 19                           | –                            | - ITA: 2×platyna - FRA: platyna - BEL: platyna                                                | - FRA: ≈252 000                                            |
| 2014                           | „Ta fête”        | 2                            | 6                            | 30                           | –                            | –                            | –                            | 45                           | –                            | –                            | –                            | –                            | –                            | –                            | –                            | - BEL: platyna                                                                                |                                                            |
| 2014                           | „Ave Cesaria”    | 45                           | –                            | 97                           | –                            | –                            | –                            | –                            | –                            | –                            | –                            | –                            | –                            | –                            | –                            |                                                                                               |                                                            |
| 2015                           | „Carmen”         | 46                           | 31                           | 67                           | –                            | –                            | –                            | –                            | –                            | –                            | –                            | –                            | –                            | –                            | –                            |                                                                                               |                                                            |
| 2015                           | „Quand c’est?”   | –                            | 39                           | 142                          | –                            | –                            | –                            | –                            | –                            | –                            | –                            | –                            | –                            | –                            | –                            |                                                                                               |                                                            |
| „–” pozycja nie była notowana. |                  |                              |                              |                              |                              |                              |                              |                              |                              |                              |                              |                              |                              |                              |                              |                                                                                               |                                                            |

### Pozostałe utwory notowane na listach
| Rok                            | Tytuł                               | Najwyższe pozycje na listach | Najwyższe pozycje na listach |
| Rok                            | Tytuł                               | BEL (WAL)                    | FRA                          |
| ------------------------------ | ----------------------------------- | ---------------------------- | ---------------------------- |
| 2013                           | „Bâtard”                            | 37                           | 52                           |
| 2013                           | „Moules frites”                     | –                            | 189                          |
| 2013                           | „Humain à l’eau”                    | 47                           | 110                          |
| 2013                           | „Sommeil”                           | –                            | 142                          |
| 2013                           | „Merci”                             | –                            | 143                          |
| 2013                           | „AVF” (feat. Maître Gims & Orelsan) | 38                           | 43                           |
| „–” pozycja nie była notowana. |                                     |                              |                              |